# TOI-836
TOI-836 — одиночная звезда в созвездии Весов на расстоянии приблизительно 90 световых лет (около 27,5 парсек) от Солнца. Видимая звёздная величина звезды — +9,937m. Возраст звезды оценивается как около 5,4 млрд лет.
Вокруг звезды обращается, как минимум, две планеты.

## Характеристики
TOI-836 — оранжевый карлик спектрального класса K7V, или M1. Масса — около 0,678 солнечной, радиус — около 0,665 солнечного, светимость — около 0,141 солнечной. Эффективная температура — около 4248 К.

## Планетная система
В августе 2022 года группа астрономов во главе с Фейт Хоторн из Уорикского университета сообщила о подтверждении открытия двух экзопланет: TOI-836 b и TOI-836 c. Первоначально тела были обнаружены космическим телескопом TESS при помощи транзитного метода. Подтвердить открытие помогли данные наблюдений за событиями транзитов планет космического телескопа CHEOPS, а также нескольких наземных телескопов, таких как LCOGT, WASP-South, и NGTS, а также метода лучевых скоростей при помощи спектрографов HARPS, PFS и HIRES, также установленных на наземных телескопах. TOI-836 b — суперземля, обладает радиусом 1,7 радиусов Земли, массой 4,5 масс Земли и орбитальным периодом 3,82 земных дня. TOI-836 с — субнептун, обладает радиусом 2,59 радиуса Земли, массой 9,6 масс Земли и орбитальным периодом 8,6 земного дня. Эти экзопланеты представляют собой интересные цели для спектроскопического исследования их газовых оболочек при помощи инструмента NIRSPEC инфракрасной космической обсерватории «Джеймс Уэбб».